# Artsach (nahang)

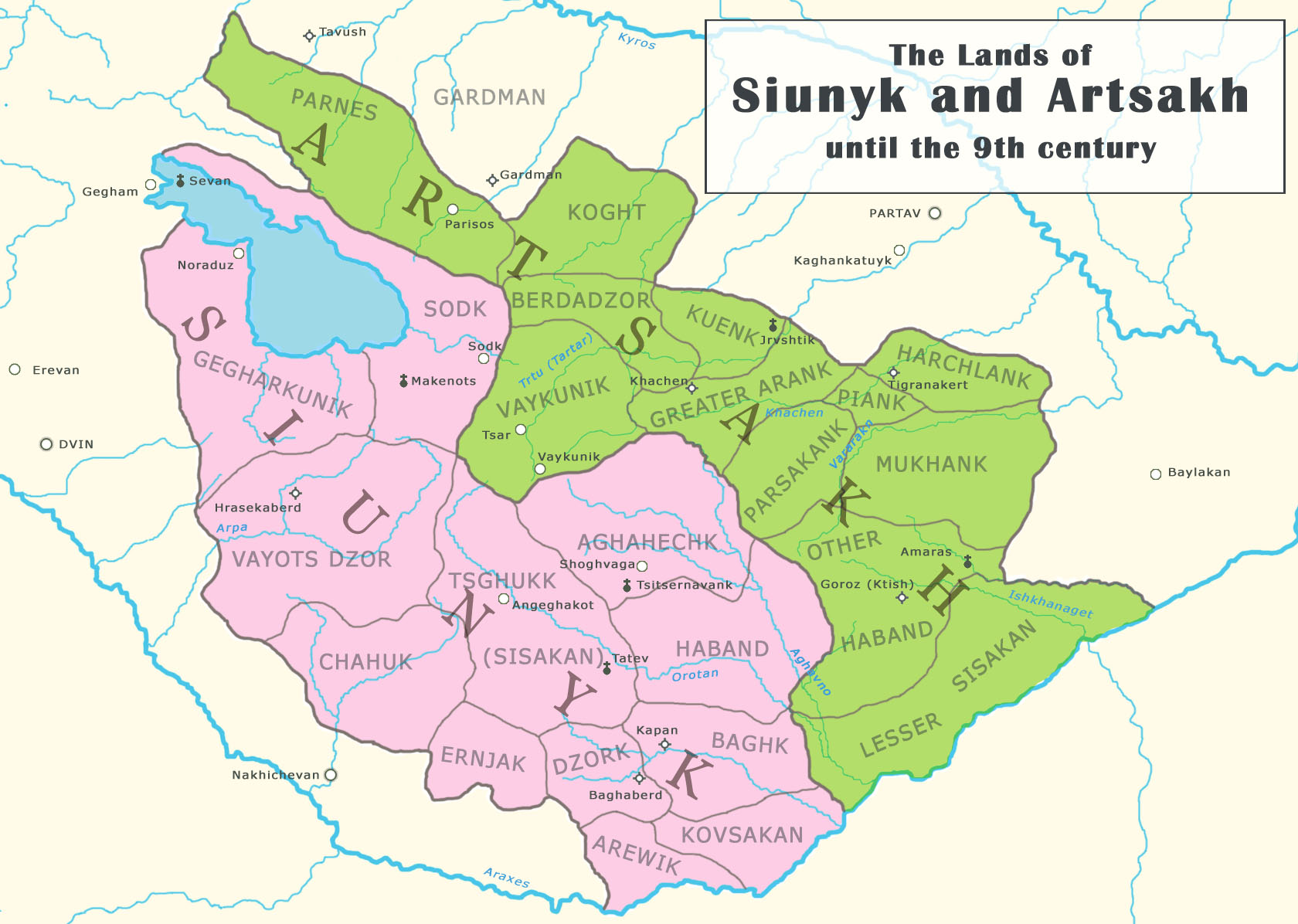
Sjoenik (paars) en Artsach (groen) tot de 9e eeuw.

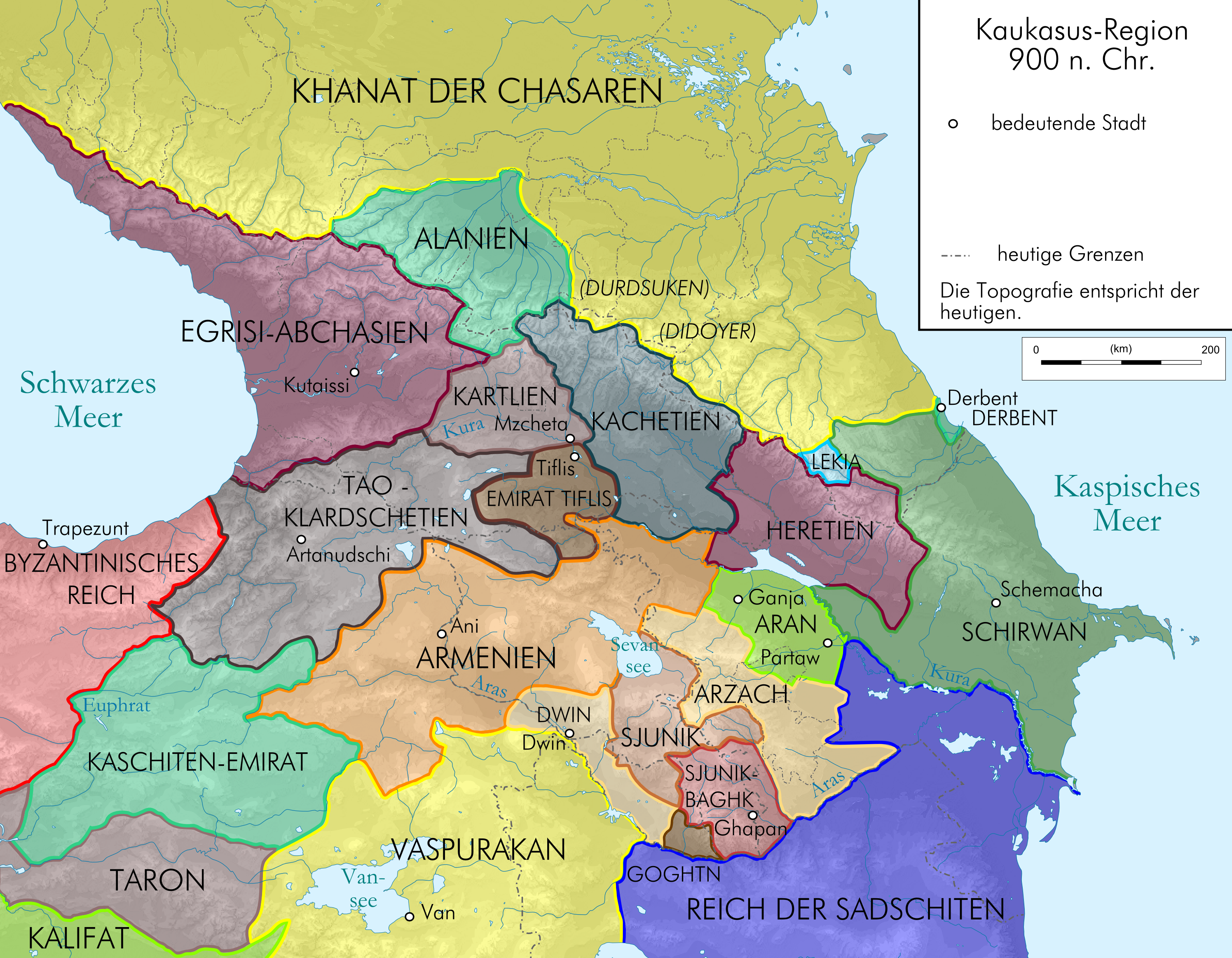
Een kaart van de Kaukasus in de 9e eeuw. Artsach in lichtbruin

Artsach was een van de nahangen (staten) van het historische Armenië en historisch deel van Kaukasisch Albanië en het Koninkrijk Armenië. Het komt voor een groot deel overeen met het gebied van het huidige Nagorno-Karabach.
Van de 189 v.Chr. tot 387 was het deel van het Armeense koninkrijk en daarna was het deel van Kaukasische Albanië tot de 7e eeuw. Van de 7e tot 9e eeuw viel het onder Arabische controle.
De hoofdstad van Artsach was Sodk en later, onder Vachagan III de Vrome, Duetakan. Andere belangrijke (vesting)steden waren Tsar, Parrisos en Tigranakert. Het nahang had een oppervlakte van 11.528 km² en was onderverdeeld in 12 provincies (gavars). In de 4e eeuw werd het land ook opgedeeld in een aantal kerkprovincies. Later zouden de provincies van Artsach zich verenigen tot enkele kleine vorstendommen.

## Provincies van Artsach
1. Vajkoenik
2. Mjus Haband
3. Berdadzor
4. Mets Kuenk
5. Mets Arran
6. Hartsjlank
7. Moechank
8. Piank
9. Parzkank
10. Sisakan Vostan
11. Koesti Parrnes
12. Koght